# Polens damlandslag i basket
Polens damlandslag i basket (polska: Reprezentacja Polski w koszykówce kobiet) representerar Polen i basket på damsidan. Laget tog guld i Europamästerskapet 1999, silver Europamästerskapet 1980 och Europamästerskapet 1981 och brons i Europamästerskapet 1938 och Europamästerskapet 1968

### Fotnoter
1. ↑  Todor Krastev (19 mars 1999). ”Women Basketball European Championship 1999 Poland - 28.05-06.06 Wiiner Poland” (på engelska). Sport Statistics. Arkiverad från originalet den 5 juli 2011. https://web.archive.org/web/20110705134617/http://todor66.com/basketball/Europe/Women_1999.html. Läst 17 juni 2015.
2. ↑  Todor Krastev (19 mars 1980). ”Women Basketball European Championship 1980 Yugoslavia - 19-28.09 Winner Soviet Union” (på engelska). Sport Statistics. Arkiverad från originalet den 4 juli 2015. https://web.archive.org/web/20150704013550/http://todor66.com/basketball/Europe/Women_1980.html. Läst 17 juni 2015.
3. ↑  Todor Krastev (19 mars 1981). ”Women Basketball European Championship 1981 Ancona, Senigallia (ITA) - 13-20.09 Winner Soviet Union” (på engelska). Sport Statistics. Arkiverad från originalet den 11 september 2016. https://web.archive.org/web/20160911011134/http://www.todor66.com/basketball/Europe/Women_1981.html. Läst 17 juni 2015.
4. ↑  Todor Krastev (19 mars 1938). ”Women Basketball I European Championship 1938 Rome (ITA) - 12-16.10 Winner Italy” (på engelska). Sport Statistics. Arkiverad från originalet den 3 juli 2015. https://web.archive.org/web/20150703205510/http://todor66.com/basketball/Europe/Women_1938.html. Läst 17 juni 2015.
5. ↑  Todor Krastev (19 mars 1968). ”Women Basketball European Championship 1968 Sicilia (ITA) - 05-15.07 Winner Soviet Union” (på engelska). Sport Statistics. Arkiverad från originalet den 4 juli 2015. https://web.archive.org/web/20150704002550/http://todor66.com/basketball/Europe/Women_1968.html. Läst 17 juni 2015.